# Tolice

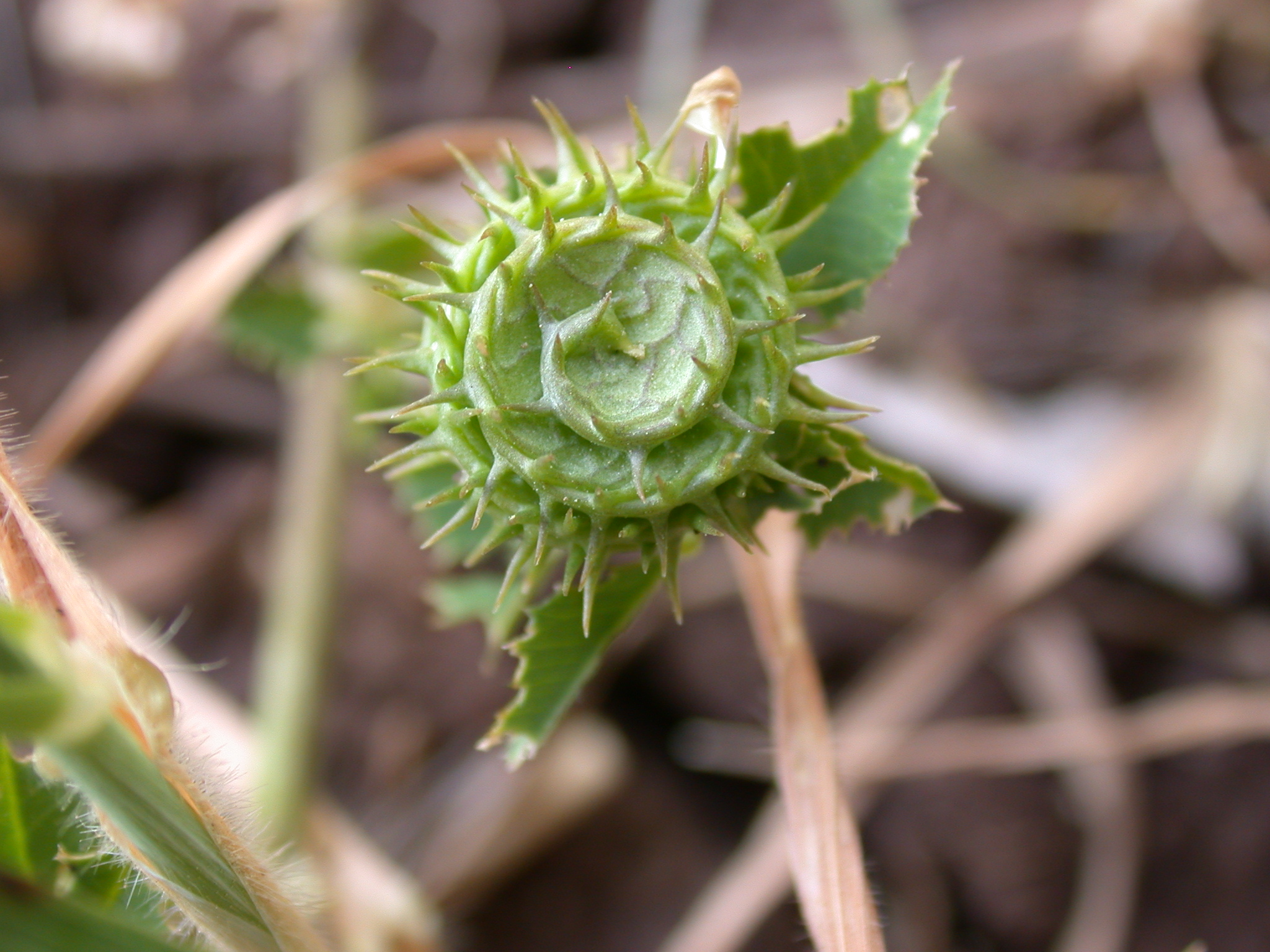
Ostnitý lusk tolice Medicago granadensis

Tolice (Medicago) je rod rostlin z čeledi bobovité. Jsou to byliny nebo výjimečně i keře s trojčetnými listy a žlutými nebo fialovými květy v hlávkovitých květenstvích. Vyskytují se v počtu asi 85 druhů zejména ve Středomoří. V České republice rostou přirozeně 4 druhy a další zplaňují nebo jsou zřídka zavlékány. Některé druhy jsou pěstovány jako hodnotné krmivo.

## Popis
Tolice jsou jednoleté nebo vytrvalé byliny, zřídka i keře (Medicago arborea) s přímou nebo poléhavou lodyhou. Listy jsou trojčetné, s krátce zoubkatými obvejčitými lístky. Palisty jsou na bázi přirostlé k řapíku, hluboce členěné, zubaté až celokrajné. Květy jsou nejčastěji žluté, řidčeji modrofialové až fialové, v úžlabních hlávkách nebo okolíkovitě zkrácených hroznech, zřídka mohou být i jednotlivé. Kalich je zvonkovitý a zakončený 5 přibližně stejně dlouhými zuby. Pavéza je obkopinatá až obvejčitá, přisedlá (bez nehtu), delší než křídla a delší nebo kratší než člunek. Křídla jsou podlouhlá, člunek tupý. Křídla a člunek mají hákovité přívěsky. Tyčinky jsou dvoubratré (9+1). Semeník je přisedlý až krátce stopkatý, s mnoha vajíčky a šídlovitou čnělkou. Lusky jsou delší než kalich, většinou opadavé i s kalichem, zploštělé, přímé, zakřivené nebo spirálně stočené až do několika otáček, u některých druhů s rovnými nebo zahnutými ostny. Obsahují jedno až několik drobných ledvinovitých až rohlíčkovitých semen.

## Rozšíření
Tolice jsou rozšířeny v počtu asi 85 druhů v Evropě, Africe a střední a jihozápadní Asii. Nejvíce druhů se vyskytuje ve Středomoří. Některé pěstované druhy zdomácněly v různých, převážně mírných oblastech světa.
V České republice se vyskytují celkem 4 stálé původní druhy. Nejhojnější je tolice dětelová (Medicago lupulina), rozšířená od nížin do hor, v teplejších oblastech je běžná i tolice srpovitá (M. falcata). Na vápnitých podkladech se v teplých oblastech vyskytuje tolice nejmenší (M. minima). Tolice rozprostřená (M. prostrata) se v ČR vyskytuje pouze na Moravě (zejména na Pálavě a u Moravského Krumlova).
Poměrně často zplaňuje tolice vojtěška (M. sativa), pěstovaná jako pícnina, a také se spontánně kříží s tolicí srpovitou. Kříženec je nazýván tolice měňavá (M. x varia). Některé jednoleté druhy jsou k nám zřídka zavlékány ze Středomoří: tolice arabská (M. arabica) a tolice mnohotvará (M. polymorpha).
Z celé Evropy je uváděno asi 36 druhů tolic. Převážná většina těchto druhů roste ve Středomoří. Jsou mezi nimi druhy obecně rozšířené téměř po celém Středomoří, jako je např. Medicago arabica, M. marina, M. polymorpha, M. orbicularis, M. rigidula, ale i několik endemitů (např. M. hybrida ve Francii, M. suffruticosa v Pyrenejích nebo M. pironae v Itálii).
Tolice upřednostňují hlubší, lehké a dobře propustné, výživnější půdy se spíše neutrálním pH (6,5 až 7,5). Bývají odolné vůči suchu, mají hluboký kořenový systém a jsou adaptovány na široké spektrum klimatických podmínek. Daří se jim na otevřených stanovištích, obdělávané půdě, loukách a pastvinách.

## Zástupci
- tolice arabská (Medicago arabica)
- tolice černá (Medicago nigra)
- tolice dětelová (Medicago lupulina)
- tolice měňavá (Medicago x varia)
- tolice mnohotvárná (Medicago polymorpha)
- tolice nejmenší (Medicago minima)
- tolice okrouhloplodá (Medicago orbicularis)
- tolice ostnitá (Medicago aculeata)
- tolice přímořská (Medicago marina)
- tolice přitvrdlá (Medicago rigidula)
- tolice rozprostřená (Medicago prostrata)
- tolice rumunská (Medicago romanica)
- tolice srpovitá (Medicago falcata)
- tolice stromovitá (Medicago arborea)
- tolice terčoplodá (Medicago disciformis)
- tolice vojtěška (Medicago sativa)

## Ekologické interakce
U tolic je vyvinut neobvyklý způsob opylování. Při vniknutí opylovače do květu se z člunku vymrští tyčinky srostlé se čnělkou a dochází ke kontaktu těchto orgánů s tělem opylovače. Tento způsob opylení je v rámci čeledi bobovité ojedinělý.
Spirálovitě stočené lusky mnohých druhů tolic jsou pokryté háčkovitými nebo přímými ostny a šíří se prostřednictvím zvířat.

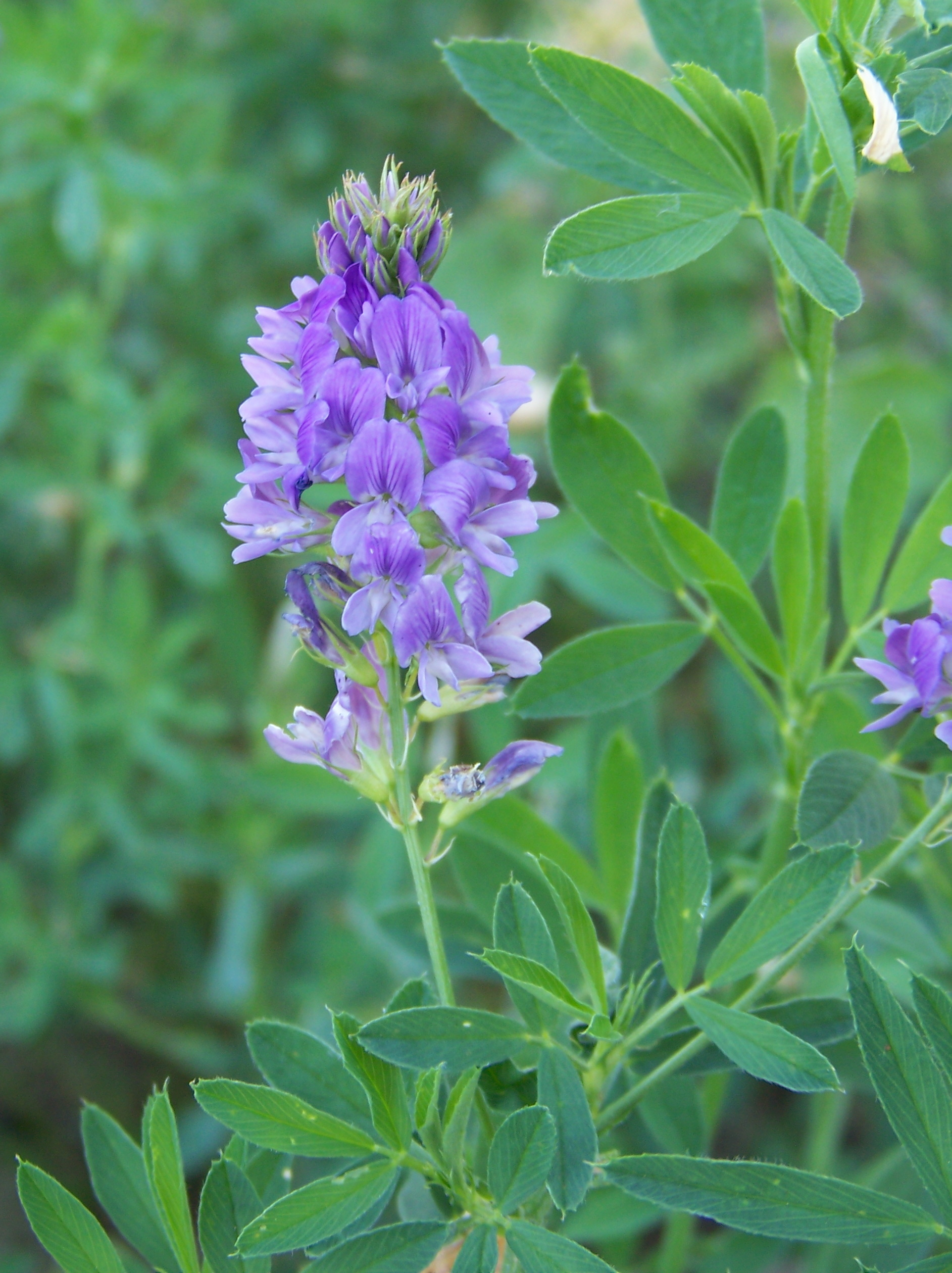
Tolice vojtěška (Medicago sativa)

## Význam
Tolice jsou významné pícniny. Mezi nejběžněji pěstované náleží tolice vojtěška (M. sativa) a různé kultivary vzniklé křížením tolice vojtěšky a tolice srpovité (M. falcata). Vyznačují se vysokými výnosy a krmnou kvalitou, tolerancí k různým půdním typům i klimatickým podmínkám včetně sucha. Vzhledem ke vzpřímenému růstu lze tolici vojtěšku sklízet i na seno, siláže a podobně. Ve světě se pěstují i středomořské druhy M. polymorpha, M. arabica a M. praecox. Druh Medicago arborea je také pěstován jako okrasná rostlina.
Tolice vojtěška je považována za první pěstovanou pícninu v historii. V Řecku se objevila min. 490 let před naším letopočtem a přišla tam pravděpodobně z oblasti Íránu.